# Anacleto Canabal 3.ª Sección
Anacleto Canabal 3.ª Sección es una localidad del municipio de Centro ubicado en la subregión centro del estado mexicano de Tabasco.

## Geografía
La localidad de Anacleto Canabal 3.ª Sección se sitúa en las coordenadas geográficas 17°59′51″N 92°59′03″O / 17.997500, -92.984167, a una elevación de 9 metros sobre el nivel del mar.

## Demografía
Según el Conteo de Población y Vivienda 2020, efectuado por el Instituto Nacional de Estadística y Geografía, la localidad de Anacleto Canabal 3.ª Sección tiene 10,066 habitantes, de los cuales 4,883 son del sexo masculino y 5,183 del sexo femenino. Su tasa de fecundidad es de 1.51 hijos por mujer y tiene 2,929 viviendas particulares habitadas.
| Gráfica de evolución demográfica de Anacleto Canabal 3.ª Sección entre 1970 y 2020 |
|                                                                                    |
| INEGI.                                                                             |